# Giro di Toscana 1953
Il Giro di Toscana 1953, ventisettesima edizione della corsa, si svolse il 24 giugno 1953 su un percorso di 245 km. La vittoria fu appannaggio dell'italiano Gino Bartali, che completò il percorso in 6h43'17", precedendo i connazionali Elio Brasola e Giovanni Pettinati.
I corridori che presero il via da Firenze furono 82, mentre coloro che tagliarono il traguardo furono 34.

## Ordine d'arrivo (Top 10)
| Pos. | Corridore           | Squadra | Tempo          |
| ---- | ------------------- | ------- | -------------- |
| 1    | Gino Bartali        | Bartali | 6h43'17"       |
| 2    | Elio Brasola        | Torpado | a 2'58"        |
| 3    | Giovanni Pettinati  | Benotto | s.t. o a 4'10" |
| 4    | Marcello Pellegrini | Welter  | a 4'31"        |
| 5    | Bruno Monti         | Arbos   | s.t.           |
| 6    | Angelo Conterno     | Fréjus  | s.t.           |
| 7    | Rino Benedetti      | Legnano | a 5'20"        |
| 8    | Alfredo Martini     | Welter  | s.t.           |
| 9    | Lido Sartini        | Lygie   | s.t.           |
| 10   | Luciano Pezzi       | Atala   | s.t.           |